# Mayantoc
Mayantoc là một đô thị hạng 4 ở tỉnh Tarlac, Philippines. According to the 2000 census, it has a population of 24.693 người trong 5.578 hộ.

## Các đơn vị hành chính
Mayantoc được chia thành 24 barangay.
| - Ambalingit - Baybayaoas - Bigbiga - Binbinaca - Calabtangan - Caocaoayan - Carabaoan - Cubcub - Gayonggayong - Gossood - Labney - Mamonit | - Maniniog - Mapandan - Melecio Manganaan (Tangcarang) - Nambalan - Pedro L. Quines - Pitombayog - Poblacion Norte - Poblacion Sur - Rotrottooc - San Bartolome - San Jose - Taldiapan |